# Modification phonétique
En linguistique, le terme modification phonétique est utilisé dans un sens large et dans un sens restreint. Dans le premier, il dénomme tout changement d’un phone (son) ou d’un groupe de phones, ainsi que tout changement d’un mot ou d’une succession de deux mots provoqué par la transformation, la disparition ou l’apparition d’un tel segment.
Dans son sens restreint, on parle de modification phonétique seulement en tant que phénomène dans l’histoire de la langue. Une telle modification peut avoir eu lieu dans une certaine période de l’histoire et ne plus s’être produite ensuite, mais certaines modifications phonétiques ont eu lieu au niveau morphophonologique et se manifestent dans la langue du XXIe siècle aussi en tant qu’alternances phonétiques,,,,,.
Dans le cas des modifications phonétiques se produisant avec régularité, on parle traditionnellement de lois phonétiques, mais ce terme est évité par certains linguistes actuels, qui constatent que ces changements présentent assez d’exceptions pour qu’il soit motivé d’éviter la connotation d’obligativité et d’immuabilité du terme « loi »,,,,,.
Comme la langue évolue de façon continue, des modifications phonétiques se produisent tout le temps. Tant dans l’histoire de la langue, que dans son état à un certain moment, y compris actuel, les modifications phonétiques sont initialement individuelles. Du moins certaines peuvent être validées ultérieurement par la communauté linguistique, consacrées par l’usage général et finalement intégrées dans la variété standard de la langue, si elle a déjà une telle variété. Il peut coexister dans la langue des variantes, l’une avec une certaine modification phonétique, l’autre sans cette modification. De telles variantes peuvent coexister dans la même variété de langue ou dans des variétés différentes, par exemple l’une dans la variété standard, l’autre dans une variété régionale, ou l’une dans un registre de langue standard ou non standard, l’autre dans un autre registre. Il existe aussi des modifications phonétiques strictement individuelles, par exemple dans le langage des enfants au cours de l’apprentissage de la parole.
Certains des termes désignant des modifications phonétiques ont été pris à la rhétorique, où ils comptent parmi les figures de style de la catégorie des figures sonores, employées par des écrivains pour réaliser des effets stylistiques ou pour répondre aux nécessités de la versification.

## Classifications des modifications phonétiques
Les modifications phonétiques peuvent être classifiées selon divers critères.

### Modifications non conditionnées et modifications conditionnées
Une modification non conditionnée, appelée aussi non combinatoire, est spontanée, dépendant seulement de la nature du phone en cause, indifféremment de son contexte phonétique. Telle est la disparition du phonème latin /h/ dans les mots hérités par toutes les langues romanes, même si dans certaines, il est rendu par écrit en début de mot en vertu du principe étymologique appliqué dans leur orthographe, ex. prehendere, homo > (fr) prendre, homme [ɔm] ; (ro) prinde, om. Un autre exemple est, en roumain, la diphtongaison de [ɛ] latin en [je] : ferrum > fier « fer », pectus > piept « poitrine ».
Une modification conditionnée (combinatoire) est provoquée par l’influence de sons voisins. Par exemple, [e] accentué devant une syllabe contenant un [ə] se diphtongue dans certains mots roumains, et les deux segments alternent en fonction du genre, du nombre et du cas du mot, ex. negru « noir » – neagră « noire ».

### Modifications phonétiques et modifications phonologiques
Bien que traditionnellement on ne parle que de modifications phonétiques, il se distingue tout de même deux catégories de modifications selon qu’elles modifient ou non le système des phonèmes. Certaines consistent seulement dans la modification de la prononciation d’un phonème sans que le système phonologique de la langue en soit affecté. Ce sont des modifications phonétiques proprement-dites, par exemple l’évolution des voyelles longues du vieil anglais à des diphtongues en anglais moderne, comme dans le mot stan [staːn] > stone [stown] « pierre ».
Par contre, les disparitions de phonèmes constituent des modifications phonologiques. En ancien français, par exemple, il y avait les consonnes affriquées /ts/ et /dz/, qui ont évolué aux fricatives /s/ et /z/, respectivement. Des paires minimales ont ainsi disparu, dont les membres sont devenus des homonymes, même si l’écriture les distingue, ex. cire et sire.

### Modifications en fonction de la tendance de la force des sons
On peut diviser les modifications phonétiques en deux grandes catégories.
Certaines modifications mènent à l’adoucissement des sons en cause, qui peut aller jusqu’à leur disparition. L’affaiblissement va toujours dans le sens de la diminution des différences existentes et perceptibles, ayant lieu dans des positions où les différences sont de toute façon relativement peu perceptibles, étant ainsi moins informatives quant au sens exprimé, par exemple dans les syllabes atones. Ainsi, dans les mots empruntés par l’anglais au français, la différence entre /ɛ/ et /a/ a disparu en syllabe atone, les deux passant à /ə/ : (fr) performe [pɛʁˈfɔʁm] > (en) perform [pəˈfɔːm], (fr) parade [paˈʁad] > (en) parade [pəˈreɪd].
Un cas de disparition d’un son dans la plupart des contextes phonétiques est celui de la voyelle atone finale de mot /a/ du latin dans les mots hérités par le français, ex. porta > porte [pɔʁt]. Un cas semblable en hongrois est la disparition des voyelles finales brèves, celles-ci étant toujours atones, ex. utu > út « chemin ».
D’autres phénomènes d’afaiblissement consistent en des fusions de sons. L’une de celles-ci est la monophtongaison, c’est-à-dire la réduction d’une diphtongue à une voyelle, comme dans le cas de la diphtongue latine au [aw] évolué en français à [o], ex. aurum > or.
Il y a aussi des cas de fusion de segments de mot relativement longs en un seul son, ex. (la) vitellus > (fr) veau [vo].
Le durcissement des sons a lieu dans des positions où les différences se perçoivent de toute façon relativement bien (en syllabe accentuée, en début de syllabe, etc.), et va dans le sens d’une perceptibilité encore plus importante. En latin et dans certaines langues romanes, par exemple, des voyelles brèves en syllabe accentuée se sont allongées (ex. (la) amo « j’aime » > (it) amo [aːmo]) ou se sont diphtonguées : (la) schola « école » > (it) scuola, (es) escuela ; (la) mola « moulin » > (ro) moară.

### Modifications en fonction de leur motivation
Certaines modifications phonétiques sont motivées phonétiquement, c’est-à-dire par la tendance à diminuer l’effort articulatoire.
L’une des voies par lesquelles cet effort diminue est la simplification des segments, par exemple la dénasalisation des voyelles nasales par la disparition de l’un des composants de leur articulation. Ainsi, la voile du palais n’est plus abaissée (composant par lequel l’air expiré passe par les fosses nasales aussi), l’air passant seulement par la bouche et les voyelles devenant orales. Cette modification s’est produite de façon régulière dans l’évolution de plusieurs langues slaves. En vieux slave il y avait encore des voyelles nasales mais en slovène, par exemple, il n’y en a plus. Des mots qui ont évolué ainsi sont *językъ > jęzik > jezik « langue » et *rǫka > roka « main ».
Une autre voie de la diminution de l’effort articulatoire est la simplification des séquences de sons. L’une des modifications par lesquelles elle se réalise est l’assimilation, c’est-à-dire le rapprochement des caractéristiques de sons voisins ou proches. Elle a lieu, par exemple, entre le son final d’un mot et celui initial du mot suivant, facilitation de la prononciation qui rend la parole fluide, comme lorsque le syntagme anglais ten mice « dix souris » se prononce en un seul mot, [ˈtemmaɪs]. Une autre voie de la simplification des séquences est celle de la structure syllabique par introduction d’un son, par exemple d’une voyelle, devant les groupes de consonnes initiales de mot (ex. vieux slave dvor > (hu) udvar « cour »), modification appelée prothèse, ou par l’affaiblissement des sons et, finalement leur chute, ex. vieil anglais nama > moyen anglais name [nεmə] > anglais moderne name [neɪm] « nom ».

#### Motivation analogique
Les modifications peuvent aussi être motivées par l’analogie, qui facilite l’apprentissage. Elle se manifeste par l’influence réciproque entre mots appartenant au même champ sémantique. En roumain, par exemple, l’introduction d’un m non étymologique (modification appelée épenthèse) dans le mot octombrie « octobre » s’explique par la présence de la même consonne dans les noms d’autres mois : septembrie, noiembrie, decembrie.

#### Motivations extralinguistiques
Les modifications phonétiques sont parfois motivées par des facteurs socio-psychologiques, telle la tendance à atteindre un rayon maximal dans la communication, à s’adapter aux normes de certains groupes sociaux, etc. On adopte, par exemple, des caractéristiques de variétés de langue plus prestigieuses, telle la prononciation [toˈmaːtoː] par certains Américains du mot tomato « tomate », au lieu de sa prononciation standard américaine [təˈmeɪtoʊ], en vertu d’une prononciation britannique standard imaginé, alors qu’en réalité le standard britannique recommande la prononciation [təˈmɑːtəʊ].

## Modifications phonétiques historiques
Dans la première moitié du XIXe siècle, Rasmus Rask, lettré danois et Jacob Grimm, lettré allemand ont remarqué que dans l’histoire des langues, certaines modifications phonétiques avaient eu une certaine régularité. Leur intuition a été développée par des membres de l’école linguistique appelée des néogrammairiens, tels Wilhelm Scherer et Hermann Paul, qui ont essayé de démontrer que ces modifications avaient un caractère de lois, comme les lois naturelles. Bien qu’ultérieurement il ait été démontré qu’il ne s’agissait pas de lois immuables, il existe des modifications phonétiques systématiques produites selon le principe suivant : si un son X se transforme en un son différent X’ dans un mot, la même modification a lieu dans tous les mots qui comportent le son X, ou dans tous les mots où le son X est dans un certain contexte phonétique. Ainsi, certaines modifications ont eu lieu dans toutes les langues qui descendent d’une même langue base, par exemple, le phonème latin /h/ a disparu dans toutes les langues romanes. C’est une ressemblance phonétique systématique. D’autres modifications, partant d’un son ou d’un groupe de sons dans un certain contexte dans la langue base, ont eu lieu différemment d’une langue à l’autre, mais dans tous les mots qui remplissent les mêmes conditions. Par exemple, le groupe /kt/ du latin (ex. octo « huit », lactem « lait », factum « fait ») a donné (es) /[t͡ʃ]/ (ocho, leche, hecho), (it) /tt/ (otto, latte, fatto), (pt) /jt/ (oito, leite, feito), (ro) /pt/ (opt, lapte, fapt). Ce sont des différences phonétiques systématiques.
En général, de telles modifications phonétiques ont lieu dans une certaine période de l’histoire d'une langue, dans des mots hérités et dans des mots empruntés dans une certaine période. Par exemple, la chute de /b/ intervocalique dans les mots roumains hérités du latin (ex. caballus > cal « cheval », hiberna > iarnă « hiver ») avait cessé lors du début de l’influence du vieux slave. Pour preuve, elle n’a pas eu lieu dans des mots empruntés à cette langue, comme iubi « aimer », grăbi « hâter », etc.. De même, en hongrois, des emprunts anciens de mots à groupe de consonnes initial ont reçu une voyelle protétique (ex. (la) schola > iskola « école »), mais dans des emprunts relativement récents, cette modification ne s’est pas produite, ex. (de) strand « plage aménagée » .
Certaines modifications phonétiques systématiques ne sont pas générales dans une langue mais se limitent à des variétés régionales, par exemple dans les parlers roumains de Munténie, [ə] au lieu de [e] atone : dăschid vs standard deschid « j’ouvre ».
Les différences systématiques, d’un côté, et les ressemblances systématiques, comme la conservation de certains sons et groupes de sons, ainsi que la disparition d’autres dans certains contextes phonétiques, de l’autre, constituent des correspondances phonétiques systématiques, sur la base desquelles, la phonétique historique contribue à établir la parenté entre langues et à reconstituer des langues bases non attestées.

## Modifications phonétiques actuelles
Certaines modifications phonétiques historiques ont des conséquences dans la langue actuelle, se manifestant d’une forme grammaticale à une autre, ou dans un mot dérivé par rapport au mot base, dans des alternances phonétiques. En roumain, par exemple, la diphtongaison de [o] latin en [o̯a] est historique, ex. porta > poartă « portail ». C’est une modification conditionnée par la présence d’un [a] dans la syllabe suivante, qui devient [ə]. En roumain, la modification reste conditionnée, par conséquent, si dans la syllabe suivante il n’y a plus de [ə], la diphtongue revient à [o] : poartă ~ porți « portails ». Dans des emprunts relativement récents, une telle alternance est non standard, ex. pedagog (masculin) ~ pedagoagă (féminin), analog ~ analoagă.
Dans la langue actuelle il se produit également des modifications individuelles, par exemple les métathèses causées par la méconnaissance de la forme correcte de certains mots, comme chez les enfants qui apprennent à parler, ex. (ro) potrocală pour portocală « orange ». D’autres métathèses sont accidentelles, chez des locuteurs qui par ailleurs parlent correctement, ex. (en) chabbits and rickens pour rabbits and chickens « lapins et poulets ».
Une catégorie à part de modifications individuelles est celle des figures de style sonores. Ces modifications sont délibérées et utilisées par des écrivains dans des buts stylistiques ou par des nécessités de la versification. Ces dernières sont des licences poétiques, par exemple l’apocope de [s] dans tous pronom prononcé [tu], pour les nécessités de la rime :
Des plafonds d’un seul bloc couvrant de vastes salles, / Où, sans jamais lever leurs têtes colossales, / Veillaient, assis en cercle, et se regardant tous, / Des dieux d’airain, posant leurs mains sur leurs genoux.

## Principales modifications phonétiques
Les modifications phonétiques peuvent être groupées en plusieurs catégories.
Celles qui consistent à ajouter un segment sonore à un mot sont la prothèse (au début du mot), l’épenthèse (à l’intérieur) et la paragoge, appelée aussi épithèse (à la fin).
Les modifications par chute d’un segment sont l’aphérèse (au début du mot), la syncope (à l’intérieur) et l’apocope (à la fin).
À l’intérieur des mots et à la limite entre mots il peut se produire la synérèse (fusion de deux voyelles en une diphtongue) et son contraire, la diérèse.
D’autres modifications importantes sont la métathèse (permutation de deux segments), l’assimilation (transfert d’un ou de plusieurs traits d’un son à un autre) et son contraire, la dissimilation, ainsi que la diphtongaison (transformation d’une voyelle en diphtongue) et la monophtongaison (réduction d’une diphtongue à une voyelle différente de la voyelle et de la semi-voyelle qui forment la diphtongue).
Certaines de ces modifications ont des sous-types. Ainsi, un cas spécial de l’assimilation est l’harmonie vocalique ; l’épenthèse d’une voyelle s’appelle anaptyxe ; l’apocope d’une voyelle finale de mot, de sorte que le mot affecté forme un seul mot phonétique avec le suivant à initiale vocalique s’appelle élision ; un type de dissimilation est l’haplologie.
Parmi ces modifications, les figures de style sonores sont celles groupées sous le terme de métaplasmes (la prothèse, l’épenthèse, la paragoge, l’aphérèse, la syncope, l’apocope et la métathèse) et, en dehors des métaplasmes – la synérèse et la diérèse.

## Sources bibliographiques
- (hu) A. Jászó, Anna, « Általános ismeretek a nyelvről és a nyelvtudományról » [« Connaissances générales sur la langue et la linguistique »], A. Jászó, Anna (dir.), A magyar nyelv könyve [« Le livre de la langue hongroise »], 8e édition, Budapest, Trezor, 2007  (ISBN 978-963-8144-19-5), p. 11-72 (consulté le 28 septembre 2019)
- (ro) Bidu-Vrănceanu, Angela et al., Dicționar general de științe. Științe ale limbii [« Dictionnaire général des sciences. Sciences de la langue »], Bucarest, Editura științifică, 1997  (ISBN 973-440229-3) (consulté le 28 septembre 2019)
- (en) Bussmann, Hadumod (dir.), Dictionary of Language and Linguistics [« Dictionnaire de la langue et de la linguistique »], Londres – New York, Routledge, 1998  (ISBN 0-203-98005-0) (consulté le 28 septembre 2019)
- (ro) Constantinescu-Dobridor, Gheorghe, Dicționar de termeni lingvistici [« Dictionnaire de termes linguistiques »], Bucarest, Teora, 1998 ; en ligne : Dexonline (DTL) (consulté le 28 septembre 2019)
- Dubois, Jean et al., Dictionnaire de linguistique, Paris, Larousse-Bordas/VUEF, 2002 (consulté le 6 avril 2023)
- (ru) Doulitchenko, A. D., « Словенский язык » [« Le slovène »], Moldovan, A. M. et al., Языки мира: Славянские языки [« Les langues du monde : Les langues slaves »], Moscou, Academia, 2005, p. 198–233
- (en) Eifring, Halvor et Theil, Rolf, Linguistics for Students of Asian and African Languages [« Linguistique pour les étudiants en langues asiatiques et africaines »], Université d’Oslo, 2005 (consulté le 28 septembre 2019)
- (hu) Kálmán, László et Trón, Viktor, Bevezetés a nyelvtudományba [« Introduction à la linguistique »], 2de édition, augmentée, Budapest, Tinta, 2007  (ISBN 978-963-7094-65-1) (consulté le 6 avril 2023)
- (hu) Sipőcz, Katalin, « 10. fejezet – A magyar mint uráli nyelv » [« Chapitre X – Le hongrois langue ouralienne »], Kiefer, Ferenc (dir.), Magyar nyelv [« La langue hongroise »], Budapest, Akadémiai Kiadó, 2006  (ISBN 963-05-8324-0) p. 208-225 (consulté le 6 avril 2023)
- Trésor de la langue française informatisé (TLFi) (consulté le 28 septembre 2019)